# Rastrillo

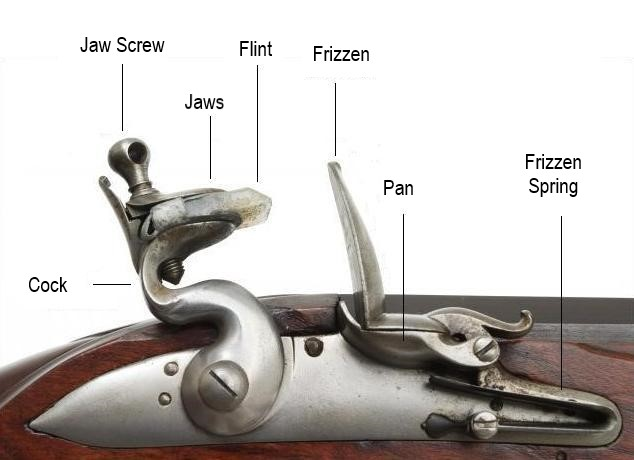
Piezas de una llave de chispa.

El rastrillo, históricamente llamado batería, es un pieza de acero en forma de "L" articulada por la parte posterior y utilizada en armas con llave de chispa.  Está colocado sobre la cazoleta, que lleva en su interior una pequeña carga de pólvora negra cerca del oído que está perforado hacia dentro del cañón y conecta con la carga propulsora situada en el interior del cañón. Cuándo se aprieta el gatillo, el martillo o 'can'—que lleva una pieza de sílex tallada sostenida mediante un trozo de cuero o una delgada chapa de plomo entre dos mordazas que lo aprietan con fuerza—chasquea hacia adelante causando que el sílex rasque en su camino hacia abajo la cara del rastrillo, retirándolo y dejando al descubiertor la pólvora negra en la cazoleta. Cuando el sílex rasca el acero produce una lluvia de chispas que caen en la cazoleta, encendiendo la pólvora negra y enviando una llamarada a través del oído, que a su vez detona la carga propulsora de pólvora negra dentro de la recámara del cañón, expulsando el proyectil fuera del cañón.
El desarrollo del rastrillo que combina tanto el "rastrillo" o superficie de impacto y una tapa de cazoleta separada respecto a la primitiva llave "snaphaunce", es frecuentemente atribuido al fabricante de armas francés Marin le Bourgeoys alrededor de 1610. Pudo haber sido influenciado por la llave de Miquelete española, que al menos dos décadas antes utilizaba un rastrillo de forma similar.
Es importante que el rastrillo sea de acero templado con alto contenido de carbono. Los materiales como el cuerno o pezuñas eran envueltos alrededor del rastrillo, para luego ser puesto al fuego durante varias horas a fin de incrementar el contenido de carbono del acero. También era importante mantener el fuego por debajo del punto de fusión del acero. Este proceso endurece el exterior, mientras que el centro se mantiene relativamente dúctil con el fin de impedir las rajaduras. Con el uso continuo, un rastrillo perdía su capacidad de crear chispas suficientes para encender eficazmente la pólvora. Por lo tanto, necesitaba ser retemplado o reemplazado.